# لیگ قهرمانان افغانستان ۱۴۰۰
لیگ قهرمانان افغانستان ۱۴۰۰ اولین فصل لیگ قهرمانان افغانستان بود که در سال ۱۴۰۰ برگزار شد و در پایان سرخپوشان هرات به عنوان قهرمانی رسید.